# Марек Яролім
Марек Яролім (чеськ. Marek Jarolím, нар. 21 травня 1984, Оломоуць) — чеський футболіст, півзахисник клубу «Слован». Племінник колишнього гравця збірної Чехословаччини Карела Яроліма.
Виступав за низку чеських клубів, а також китайський «Ханчжоу Грінтаун» і грецький «Іракліс». Крім того провів один матч за молодіжну збірну Чехії.

## Клубна кар'єра
Народився 21 травня 1984 року в місті Оломоуць. Вихованець футбольної школи клубу «Спарта» (Прага).
Проте пробитись до основної команди столичного клубу не зумів, через що до літа 2004 року виступав виключно за дубль, після чого здавався в оренди в клуби «Млада Болеслав» та «Вікторія» (Пльзень). На початку 2006 року повернувся до «Спарти», але знову пробитись до основної команди не зумів, через що влітку перейшов на правах вільного агента в «Вікторію» (Пльзень).
Провівши в «Вікторії» один сезон, Марек на правах оренди перейшов у «Славію», де провів наступні півроку, після чого на початку 2008 року повернувся в «Вікторію» (Пльзень). Догравши до кінця сезону, Яролім підписав повноцінний контракт зі «Славією», до складу якої повернувся влітку 2008 року. Цього разу відіграв за празьку команду наступний сезон своєї ігрової кар'єри.
Влітку 2009 року перейшов на правах оренди в «Яблонець», який по завершенні сезону викупив контракт гравця. Всього провів у новому клубі три сезони, зігравши у 75 матчах чемпіонату, в яких забив 12 голів, після чого влітку 2012 року на правах вільного агента покинув клуб.
12 вересня 2012 року підписав контракт з «Тепліце», але вже в лютому наступного року перебрався в китайський «Ханчжоу Грінтаун», а у вересні — в грецький «Іракліс».
У січні 2014 року контракт з грецьким клубом було розірвано і Яролім повернувся на батьківщину, підписавши контракт з «Слованом». Відтоді встиг відіграти за ліберецьку команду 13 матчів у національному чемпіонаті.

## Виступи за збірні
2003 року дебютував у складі юнацької збірної Чехії, взяв участь в одній грі на юнацькому рівні.
2004 року залучався до складу молодіжної збірної Чехії. На молодіжному рівні зіграв в одному офіційному матчі.

## Статистика виступів

### Статистика клубних виступів
| Сезон                          | Команда                        | Чемпіонат                      | Чемпіонат | Чемпіонат | Національний кубок | Національний кубок | Національний кубок | Єврокубки | Єврокубки | Єврокубки | Інші змагання | Інші змагання | Інші змагання | Усього | Усього |
| Сезон                          | Команда                        | Ліга                           | Ігор      | Голів     | Ліга               | Ігор               | Голів              | Ліга      | Ігор      | Голів     | Ліга          | Ігор          | Голів         | Ігор   | Голів  |
| ------------------------------ | ------------------------------ | ------------------------------ | --------- | --------- | ------------------ | ------------------ | ------------------ | --------- | --------- | --------- | ------------- | ------------- | ------------- | ------ | ------ |
| 2002-03                        | «Спарта» II                    | 2Л (ІІ)                        | 9         | 1         | КЧ                 | ?                  | ?                  | —         | —         | —         | —             | —             | —             | 9      | 1      |
| 2003-04                        | «Спарта» II                    | 2Л (ІІ)                        | 25        | 2         | КЧ                 | ?                  | ?                  | —         | —         | —         | —             | —             | —             | 25     | 2      |
| 2004-05                        | «Млада Болеслав»               | ГЛ                             | 23        | 1         | КЧ                 | ?                  | ?                  | —         | —         | —         | —             | —             | —             | 23     | 1      |
| лип.-гру. 2005                 | «Вікторія» (Пльзень)           | ГЛ                             | 5         | 0         | КЧ                 | ?                  | ?                  | —         | —         | —         | —             | —             | —             | 5      | 0      |
| гру.-чер. 2006                 | «Спарта» II                    | 2Л (ІІ)                        | 12        | 1         | КЧ                 | ?                  | ?                  | —         | —         | —         | —             | —             | —             | 12     | 1      |
| Усього за «Спарту» II          | Усього за «Спарту» II          | Усього за «Спарту» II          | 46        | 4         |                    | ?                  | ?                  |           | —         | —         |               | —             | —             | 46     | 4      |
| 2006-07                        | «Вікторія» (Пльзень)           | ГЛ                             | 25        | 2         | КЧ                 | ?                  | ?                  | —         | —         | —         | —             | —             | —             | 25     | 2      |
| лип.-гру. 2007                 | «Славія»                       | ГЛ                             | 8         | 1         | КЧ                 | ?                  | ?                  | КУЄФА     | 1         | 0         | —             | —             | —             | 9      | 1      |
| гру.-чер. 2008                 | «Вікторія» (Пльзень)           | ГЛ                             | 16        | 5         | КЧ                 | ?                  | ?                  | —         | —         | —         | —             | —             | —             | 16     | 5      |
| Усього за «Вікторію» (Пльзень) | Усього за «Вікторію» (Пльзень) | Усього за «Вікторію» (Пльзень) | 43        | 7         |                    | ?                  | ?                  |           | —         | —         |               | —             | —             | 43     | 7      |
| 2008-09                        | «Славія»                       | ГЛ                             | 30        | 5         | КЧ                 | ?                  | ?                  | ЛЧ+КУЄФА  | 2+5       | 0+0       | —             | —             | —             | 37     | 5      |
| Усього за «Славію»             | Усього за «Славію»             | Усього за «Славію»             | 38        | 6         |                    | ?                  | ?                  |           | 2+6       | 0+0       | —             | —             | —             | 46     | 6      |
| 2009-10                        | «Яблонець»                     | ГЛ                             | 23        | 4         | КЧ                 | 5                  | 2                  | ЛЧ        | 2         | 0         | —             | —             | —             | 30     | 6      |
| 2010-11                        | «Яблонець»                     | ГЛ                             | 26        | 4         | КЧ                 | 3                  | 0                  | ЛЄ        | 2         | 0         | —             | —             | —             | 31     | 4      |
| 2011-12                        | «Яблонець»                     | ГЛ                             | 26        | 4         | КЧ                 | 5                  | 1                  | ЛЄ        | 3         | 0         | —             | —             | —             | 34     | 5      |
| Усього за «Яблонець»           | Усього за «Яблонець»           | Усього за «Яблонець»           | 75        | 12        |                    | 13                 | 3                  |           | 2+5       | 0+0       | —             | —             | —             | 95     | 15     |
| 2012-лют. 2013                 | «Тепліце»                      | ГЛ                             | 14        | 4         | КЧ                 | 2                  | 1                  | —         | —         | —         | —             | —             | —             | 16     | 5      |
| бер.-чер. 2013                 | «Ханчжоу Грінтаун»             | СЛ                             | 4         | 0         | КК                 | 0                  | 0                  | —         | —         | —         | —             | —             | —             | 4      | 0      |
| 2013-січ. 2014                 | «Іракліс»                      | ФЛ                             | 5         | 1         | КГ                 | 1                  | 0                  | —         | —         | —         | —             | —             | —             | 6      | 1      |
| Усього за кар'єру              | Усього за кар'єру              | Усього за кар'єру              | 248       | 35        |                    | 16                 | 4                  |           | 4+11      | 0+0       | —             | —             | —             | 279    | 39     |